# Hessebius barbipes
Hessebius barbipes är en mångfotingart som först beskrevs av Carl Oscar von Porat 1893.  Hessebius barbipes ingår i släktet Hessebius och familjen stenkrypare. Inga underarter finns listade i Catalogue of Life.